# Витце
Витце (нем. Wietze) — община в Германии, в земле Нижняя Саксония.
Входит в состав района Целле. Население составляет 8087 человек (на 31 декабря 2010 года). Занимает площадь 62,94 км².
| Год  | Население |
| ---- | --------- |
| 1990 | 6847      |
| 1995 | 7497      |
| 2000 | 7960      |
| 2005 | 8248      |
| 2010 | 8088      |

## Витце и нефть
Первая в мире добыча нефти из буровой скважины состоялась в июле 1858 года под руководством профессора Хунеуса (нем. Georg Christian Konrad Hunäus). Вместо ожидаемого бурового угля в глубине 35,6 м нашли нефть.